# Széklettranszplantáció
A széklet-mikrobiota transzplantáció (FMT), más néven széklettranszplantáció, a székletbaktériumok és más mikrobák átvitele egészséges egyedről egy másik egyedre. Az FMT a Clostridioides difficile fertőzés (CDI) hatékony kezelése. Ismétlődő CDI esetén az FMT hatékonyabb, mint a vankomicin önmagában, és javíthatja az eredményt az első fertőzés után.
A mellékhatások között szerepelhet a fertőzések kockázata, ezért a donort kórokozókra kell szűrni.
A CDI egyre elterjedtebbé válásával az FMT egyre előtérbe kerül, és egyes szakértők azt kérik, hogy ez legyen a CDI első vonalbeli terápiája. Az FMT-t kísérletileg más gyomor-bélrendszeri betegségek kezelésére alkalmazták, beleértve a vastagbélgyulladást, a székrekedést, az irritábilisbél-szindrómát és a neurológiai állapotokat, például a szklerózis multiplexet és a Parkinson-kórt. Az Egyesült Államokban 2013 óta kísérleti gyógyszerként szabályozzák az emberi ürüléket. Az Egyesült Királyságban az FMT szabályozása a Medicines and Healthcare Products Regulatory Agency hatáskörébe tartozik.